# Renáta Tomanová
Renáta Tomanová (* 9. prosinec 1954, Jindřichův Hradec, Československo) je bývalá československá profesionální tenistka, v roce 1978 vítězka ženské čtyřhry na Australian Open a smíšené čtyřhry na French Open. V sezóně 1976 si zahrála na těchto dvou grandslamech finále dvouhry.

## Tenisová kariéra
Největšími úspěchy v její kariéře byly dvě finálové účasti na turnajích Grand Slamu. V roce 1976 prohrála jak finále na Australian Open, tak i na následujícím turnaji French Open. Společně se spoluhráčkou Lesley Turnerovou- Bowreyovou dosáhly stejný rok finále v ženské čtyřhře na Australian Open, kde byly také neúspěšné.
Dva grandslamové tituly jí přinesl rok 1978, kdy se spoluhráčkou Betsy Nagelsenovou nejdříve zvítězily v ženské čtyřhře na Australian Open. Na dalším grandslamu French Open vyhrála smíšenou čtyřhru s krajanem Pavlem Složilem.
Za svou kariéru vyhrála čtyři turnaje WTA ve dvouhře (1975 – Hamburg, 1976 – Bastad, 1976 – Barcelona, 1977 – Kitzbühel) a pětkrát se probojovala do finále. Ve čtyřhře vybojovala na okruhu WTA 3 tituly a 12 finálových účastí. Ve smíšené čtyřhře pak jedno vítězství a jednu finálovou účast.
V roce 1975 vyhrála pro ČSSR ženskou týmovou soutěž Fed Cup (Pohár federace), když ve finále porazily společně s Martinou Navrátilovou tým Austrálie 3–0. Jednalo se historicky o vůbec první vítězství pro Československo.

## Juniorka
V roce 1972 vyhrála juniorku French Open ve dvouhře.

## Grand Slam

### Dvouhra

#### Finalistka (2)
| Rok  | Turnaj          | Vítězka             | Výsledek      |
| 1976 | Australian Open | Evonne Goolagongová | 2–6, 2–6      |
| 1976 | French Open     | Sue Barkerová       | 2–6, 6–0, 2–6 |

### Ženská čtyřhra

#### Vítězka (1)
| Rok  | Turnaj          | Spoluhráčka       | Finalistky                    | Výsledek |
| 1978 | Australian Open | Betsy Nagelsenová | Naoko Satová Pam Whytcrossová | 7–5, 6–2 |

#### Finalistka (1)
| Rok  | Turnaj          | Spoluhráčka      | Vítězky                                        | Výsledek |
| 1976 | Australian Open | Lesley Bowreyová | Evonne Goolagongová Helen Gourlayová Cawleyová | 1–8      |

### Smíšená čtyřhra

#### Vítězka (1)
| Rok  | Turnaj      | Spoluhráč    | Finalisté                            | Výsledek   |
| 1978 | French Open | Pavel Složil | Virginia Ruziciová Patrice Dominguez | 7–6, skreč |

#### Finalistka (1)
| Rok  | Turnaj      | Spoluhráč        | Vítězové                   | Výsledek    |
| 1980 | French Open | Stanislav Birner | Anne Smithová Billy Martin | 6–2 4–6 6–8 |

## Statistika účasti na Grand Slamu ve dvouhře
| Turnaj                    | 1973  | 1974  | 1975  | 1976  | 1977  | 1978  | 1979  | 1980  | 1981  | 1982  | 1983  | Celkový poměr |
| ------------------------- | ----- | ----- | ----- | ----- | ----- | ----- | ----- | ----- | ----- | ----- | ----- | ------------- |
| Australian Open           | –     | –     | –     | F     | –     | QF    | SF    | 2k    | 1k    | 2k    | –     | 0 / 6         |
| French Open               | 3k    | 1k    | 3k    | F     | QF    | 2k    | QF    | 1k    | 2k    | 2k    | 1k    | 0 / 11        |
| Wimbledon                 | 1k    | 2k    | 3k    | 3k    | 3k    | 3k    | 1k    | 1k    | 3k    | 2k    | 1k    | 0 / 11        |
| US Open                   | –     | –     | 1k    | 3k    | 2k    | 3k    | 2k    | 4k    | 3k    | 1k    | 1k    | 0 / 9         |
| Počet titulů/Počet účastí | 0 / 2 | 0 / 2 | 0 / 3 | 0 / 4 | 0 / 3 | 0 / 4 | 0 / 4 | 0 / 4 | 0 / 4 | 0 / 4 | 0 / 3 | 0 / 37        |

| Legenda | Legenda                                   | Legenda | Legenda                     |
| ------- | ----------------------------------------- | ------- | --------------------------- |
| SR      | poměr vyhraných turnajů ku všem odehraným | W–L V–P | výhry–prohry                |
| NH      | daný rok se turnaj nekonal                | A       | turnaje se hráč nezúčastnil |
| 1Q / LQ | prohra v (kole) kvalifikace               | 1k / 1R | prohra v daném kole turnaje |
| QF / ČF | prohra ve čtvrtfinále                     | SF      | prohra v semifinále         |
| F       | prohra ve finále                          | Vítěz   | vítězství v turnaji         |